# Alloperla rostellata
Alloperla rostellata is een steenvlieg uit de familie groene steenvliegen (Chloroperlidae). De wetenschappelijke naam van de soort is voor het eerst geldig gepubliceerd in 1923 door Klapálek.